# Стасова, Елена Дмитриевна
Еле́на Дми́триевна Ста́сова (партийные псевдонимы: «Абсолют», «Гуща», «Варвара Ивановна», «Дельта»; 3 (15) октября 1873 года, Санкт-Петербург — 31 декабря 1966 года, Москва) — русская революционерка, деятельница партии большевиков и Советского государства. Герой Социалистического Труда (1960), кавалер пяти орденов Ленина.

## Биография
До 13-летнего возраста воспитывалась и получала образование дома. Весной 1887 года поступила сразу в V класс частной женской гимназии Л. С. Таганцевой, которую окончила в 1890 году с золотой медалью.
В те годы у неё завязались впоследствии дружеские отношения с А. Коллонтай:74-75.
Получив право на преподавание русского языка и истории, стала учительницей воскресной школы, в которой раньше работала её мать.
Жизнь в высокогуманитарной семье, которая сохранила в себе всё лучшее, что было в русской интеллигенции 60-х годов, постоянное соприкосновение с избранными в культурном и художественном смысле людьми (у нас бывали все русские музыканты и художники-передвижники) несомненно оказали на меня большое влияние. Помню, что у меня стало всё сильнее и сильнее говорить чувство долга по отношению к «народу», к рабочим и крестьянам, которые давали нам, интеллигенции, возможность жить так, как мы жили. Думаю, что мысли эти, мысли о неоплатном нашем долге, сложились отчасти и под влиянием чтения… Очевидно, что результат всей внутренней над собой работы плюс события внешней жизни, в которых немалую роль в то время играли студенческие истории [демонстрации, избиение студентов полицией], заставляли меня искать приложения моих сил к практической работе…
В 20 лет Стасова познакомилась с Надеждой Крупской, вместе они преподавали в воскресных школах для рабочих и вели коммунистическую пропаганду. Крупская же привлекла её к работе в нелегальном политическом Красном Кресте.
С 1898 года Стасова является активным членом «Союза борьбы за освобождение рабочего класса». С 1901 года являлась агентом «Искры», тесно работала с И. И. Радченко. До 1905 года вела подпольную партийную работу в Санкт-Петербурге, Орле, Москве, Минске, Вильно. Весной 1904 года в Москве состоялась её первая встреча с Н. Э. Бауманом. В том же 1904 году была впервые арестована. В 1904—06 годах была секретарём (техническим сотрудником) Петербургского комитета партии и Северного бюро ЦК РСДРП, Русского бюро ЦК РСДРП.

Мало осталось товарищей, которые своими глазами видели начало твоей подпольной работы в Питере 90-х — 900-х годов, а я работал под твоим началом около 4-х лет, видел твои первые шаги в качестве партийного руководителя и могу смело сказать, что до сих пор не встречал работников, которые, вступивши на поле подпольной деятельности, сразу оказались такими великими конспираторами и организаторами — совершенно зрелыми, умелыми и беспровальными.— Из письма к 60-летию от пред. ОГПУ В. Р. Менжинского

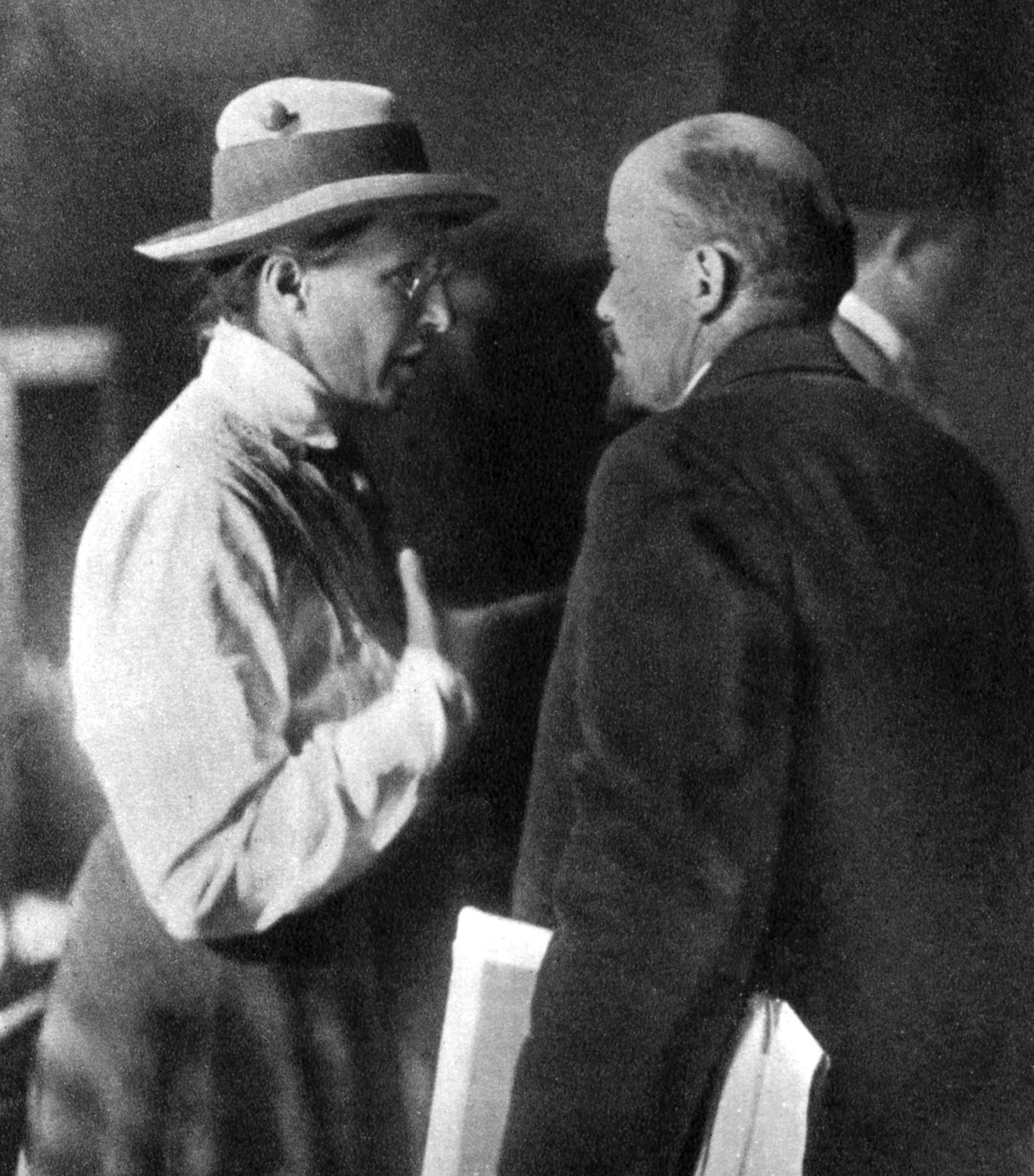
Стасова и Ленин. 1920

Стасова вспоминала, как обсуждая с М. М. Эссен вопрос, какую кличку ей взять, та предложила: "Охотней всего я дала бы тебе кличку «Категорический императив», но это слишком длинно, давай возьмём «Абсолют».
В 1905—1906 годах жила в эмиграции в Швейцарии, где работала в ЦК РСДРП и участвовала в издании газеты «Пролетарий». Об убийстве Николая Баумана ей пришёл сообщить сам Ленин.
В 1906 году в Финляндии занималась транспортировкой оружия, денег и партийных работников через границу. Секретарь объединённого Петербургского комитета РСДРП (от большевиков). В том же году была вновь арестована.
В августе 1907 года уехала на Кавказ, перебралась туда из-за болезни. В 1907—1912 годах на партийно-пропагандистской работе в Тифлисе. В 1911 году участвовала в работе Российской организационной комиссии (РОК).
На Пражской конференции (1912) утверждена кандидатом в члены ЦК партии большевиков и стала членом Русского бюро ЦК.
В июле 1912 года выехала из Тифлиса в Петербург, где была арестована на квартире родителей. С 1913 по 1916 годы находилась в ссылке в Енисейской губернии. В 1914 сослана в село Бея, на доме до сих пор висит памятная доска. Осенью 1916 года получила отпуск в Петроград, который был продлён по состоянию здоровья. Там включилась в партийную работу и была вновь арестована и заключена в Литейную часть.

## После революции

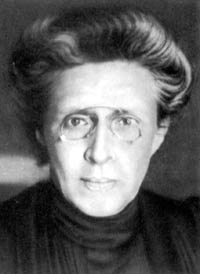
Елена Стасова в 1920-е годы

Освобождена Февральской революцией. В марте 1917 года вновь вошла в состав Русского бюро ЦК РСДРП.
С 28 февраля (13 марта) 1917 секретарь Бюро ЦК, затем ответственный секретарь ЦК (25 марта—29 ноября 1919 г., секретарь ЦК (29 ноября 1919—20 марта 1920.
На VI съезде партии (1917) М. С. Ольминский назвал её «хранителем традиций партии».
На том же съезде была заочно избрана кандидатом в члены ЦК, в 1918—1920 гг. член ЦК партии.
В августе 1917 года была избрана членом Лесновско-Удельнинской районной думы.
В 1918 году — секретарь Петроградского комитета РКП(б), после гибели М. С. Урицкого была включена в состав Президиума Петроградской ЧК:89.
В марте 1919 года переехала в Москву:90.
С 11 по 25 марта 1919 года член Бюро ЦК РКП(б). С апреля по сентябрь 1919 года кандидат в члены Политбюро ЦК РКП(б).
Член Оргбюро ЦК РКП(б) с 25 марта 1919 года по 20 марта 1920 года.
В 1920 году ЦК направил Стасову в Баку, где она принимала участие в подготовке 1 съезда народов Востока, работала в Кавказском бюро ЦК РСДРП(б).

Яков Еселевич. Портрет Елены Стасовой, 1984 год. Частное собрание

С 9 по 15 сентября 1920 года Председатель Президиума ЦК КП Азербайджана.
С сентября 1920 года — секретарь Президиума Совета пропаганды и действия народов Востока, член Кавказского бюро ЦК.
В 1921—1925 годах под именем Лидия Вильгельм на нелегальной работе в аппарате компартии Германии и представительстве Исполкома Коминтерна в Берлине.
С 1926 года работала в Секретариате ЦК ВКП(б).
В 1927—1937 гг. — заместитель председателя Исполкома Международной организации помощи борцам революции (МОПР) и СССР.
В 1932 году на Амстердамском антивоенном конгрессе избиралась членом Всемирного антивоенного и антифашистского комитета, а в 1934 году участвовала в создании Всемирного антивоенного и антифашистского женского комитета.

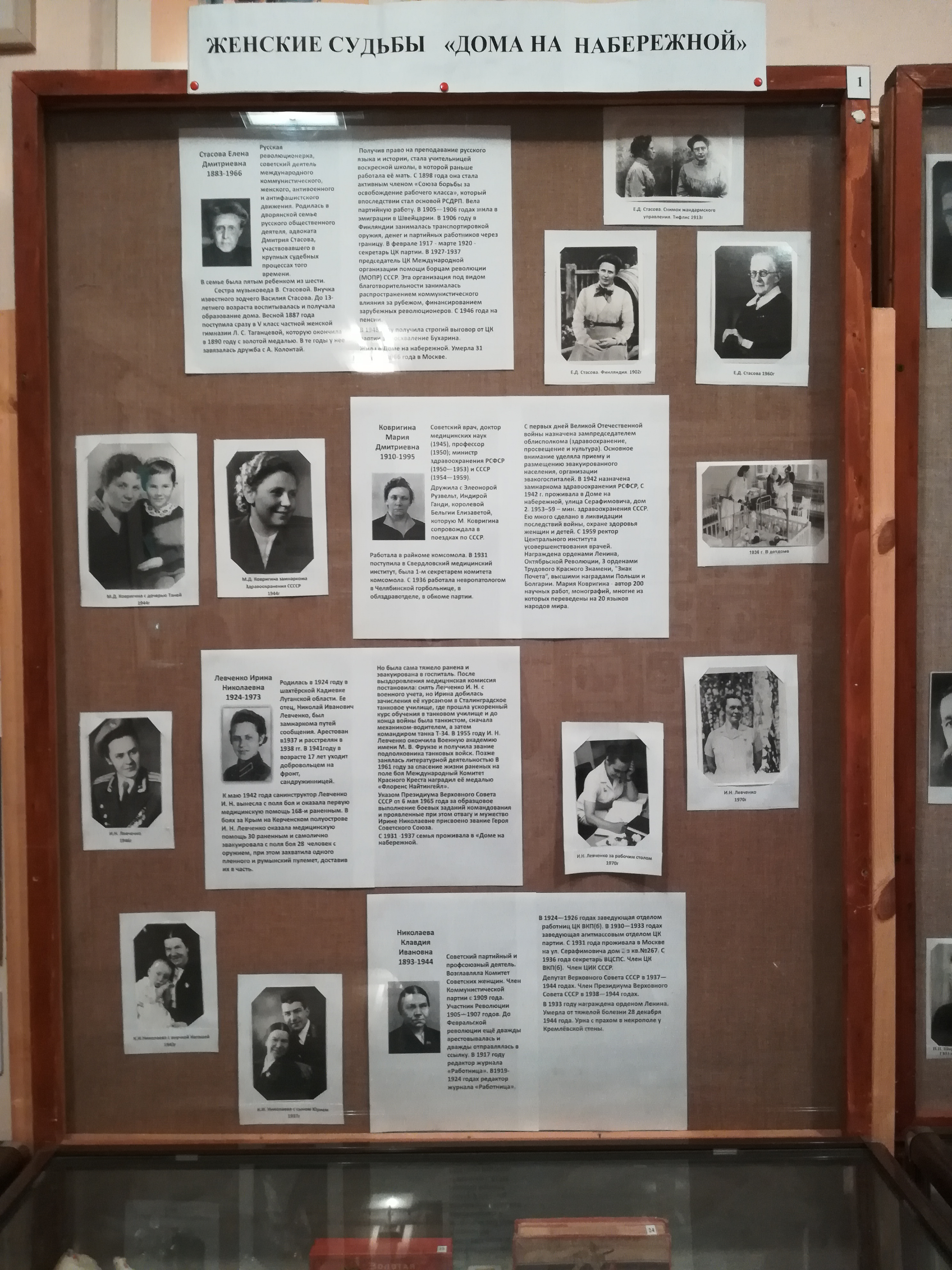
Стенд памяти Е. Стасовой в Доме на набережной

В 1933 году по инициативе её и рабочих в Иваново был основан Интердом для детей зарубежных революционеров и рабочих, оказавшихся в тюрьмах. Впоследствии стал носить её имя.
В 1930—1934 член ЦКК ВКП(б) и её партколлегии.
В 1935—1943 член Интернациональной контрольной комиссии Коминтерна.
В связи с «Большим террором» она заявила: «Истинные революционеры томятся не только в буржуазных тюрьмах, но и в наших, советских. Мы обязаны им помогать. Чтоб завтра же каждый из вас принес деньги и теплые вещи — кто сколько может. А уж доставить их по назначению берусь я сама». После этого она была снята с должности председатель ЦК МОПР.
В 1938—1943 гг. редактор журнала «Интернациональная литература» на французском языке.
С началом Великой Отечественной войны просилась на фронт, ссылаясь на знание иностранных языков, но ей было отказано, отправлена в тыл, в Красноуфимск, но вернулась в Москву в 1942 г.
С 1946 года консультант ИМЛ при ЦК КПСС. В том же году вышла на пенсию. Жила в известном Доме на набережной.
Удостоилась пяти орденов Ленина (07.03.1933, 14.10.1953, 23.03.1956, 07.03.1960, 14.10.1963), в том числе двух «юбилейных» к 80-летию и 90-летию.
Автор многих статей, мемуаров «Страницы жизни и борьбы». М., 1957, перизд. 1960, на их основе дополненные с её участием «Воспоминания» (1969), изданные посмертно.

## Смерть
Скончалась 31 декабря 1966 года в Москве. После смерти была кремирована, прах помещён в урне в Кремлёвской стене.

## Семья
Родилась в дворянской семье. Отец — российский общественный деятель, адвокат Дмитрий Стасов, участвовал в крупных судебных процессах того времени, один из организаторов и директоров Русского музыкального общества (1859). В семье была 5-м ребёнком из 6.
Сестра музыковеда Варвары Стасовой. Племянница Владимира Стасова, Надежды Стасовой. Внучка известного зодчего Василия Стасова.
Её мать часто болела, по воспоминаниям самой революционерки, большое влияние в детстве на неё оказали отец и уже упомянутый дядя Владимир, видный критик.

## Награды
- Герой Социалистического Труда (7 марта 1960)
- Орден Ленина (7 марта 1933, 14 октября 1953, 23 марта 1956, 7 марта 1960, 14 октября 1963)

## В кинематографе
- Наталья Селезнёва («Воры и проститутки. Приз — полёт в космос», Россия, 2003).
- Татьяна Шегеда («Крылья империи», Россия, 2017)

## Память

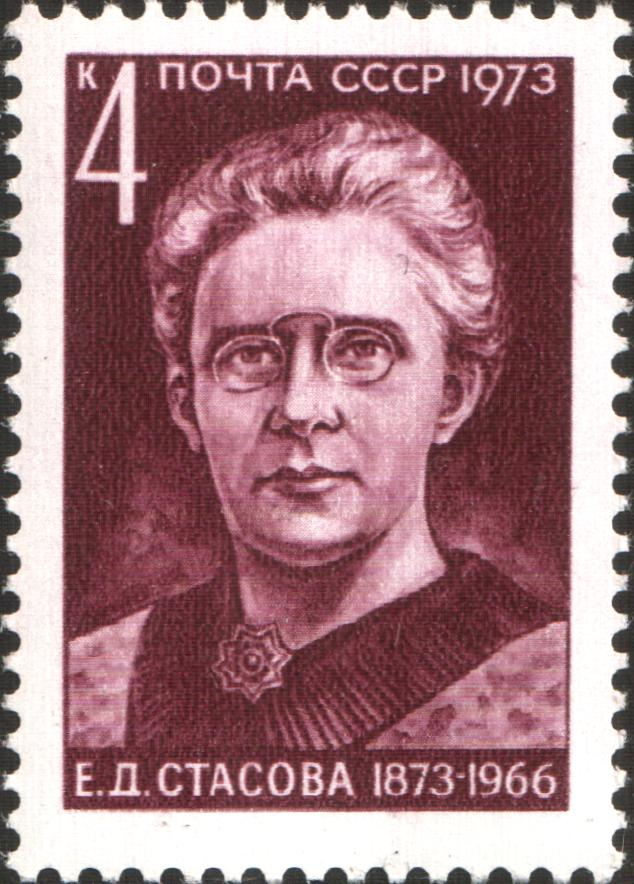
Почтовая марка СССР, 1973 год

- На стене дома, в котором она жила, была размещена мемориальная доска с текстом: «В этом доме с 1932 года по 1966 год жила профессиональная революционерка, активная участница Великой Октябрьской Социалистической революции, член КПСС с 1898 года, Герой Социалистического Труда Елена Дмитриевна Стасова».
- На доме в Бее, в котором в 1914 году она отбывала ссылку, установлена мемориальная доска с текстом: «В 1914 году в этом доме проживала деятель российского международного коммунистического движения Елена Дмитриевна Стасова».
- Именем Стасовой назван Ивановский интернациональный детский дом, основанный МОПРом в 1933 году.
- Её имя носят улицы в разных населённых пунктах, в Москве (в районе Ленинского проспекта), Санкт-Петербурге, Красноярске (микрорайон Ветлужанка), в Бее (в 1977 году[25]) и т. д.
- В 1973 году была выпущена почтовая марка СССР, посвященная Стасовой.